# Hieracium austroslavicum
Hieracium austroslavicum es una especie de planta con flor del género Hieracium, de la familia Asteraceae, orden Asterales.

## Distribución
Hieracium austroslavicum se distribuye por Yugoslavia.

## Taxonomía
Fue descrita científicamente por Maly & Zahn. Fue publicada en Glasn. Zemaljsk. Muz. Bosni Hercegovini 38: 108 (1926).